# Хижинський Леонід Семенович
Леоні́д Семе́нович Хижи́нський (* 3 (15) січня 1896, Київ — † 27 грудня 1972, Москва) — український і російський графік, послідовник Георгія Нарбута.

## Біографічні відомості
За одними даними — родом із села М'ястківка (нині село Городківка Крижопільського району Вінницької області) . За іншими даними — народився в Києві .
Мистецьку освіту здобув у Київській художній школі (1918), у Георгія Нарбута (1920) та у Вищому державному художньо-технічному інституті в Ленінграді (1927).
Працював переважно в книжковій графіці: оформлення книг Максима Рильського («Де сходяться дороги», 1929), Миколи Бажана («Поезії», 1930); ілюстрації до творів Готфріда Келлера, Карло Гольдоні, Проспера Меріме та ін.
Автор обкладинок, фронтиспісів, заставок, фірмових знаків.
Зокрема, багато нового Хижинський вніс у мистецтво екслібрису. Виготовив екслібриси для Федора Ернста, Юрія Меженка (1926).
Твори Хижинського експонувалися на виставках АНУМ у Львові (1932 і 1933—1934).
З 1930-их років Хижинський працював у Ленінграді. Від 1965 року працював у Москві.